# Istind, Antarktis
Istind är en bergstopp i Antarktis. Den ligger i Östantarktis. Norge gör anspråk på området. Toppen på Istind är 1 838 meter över havet.
Terrängen runt Istind är platt åt nordväst, men åt sydost är den kuperad. Istind är den högsta punkten i trakten. Trakten är glest befolkad. Närmaste befolkade plats är Sarie Marais, 16,4 kilometer nordväst om Istind.